# Внутренний порок
«Внутренний порок» («Врождённый порок», англ. Inherent Vice) — роман Томаса Пинчона, опубликованный 4 августа 2009 года. В России роман издан в 2013 году в переводе Максима Немцова (ISBN 978-5-699-65953-1). Мрачно-комический детективный роман, действие которого происходит в Калифорнии 1970-х годов, сюжет следует за сыщиком Ларри "Доком" Спортелло, чья бывшая подруга просит его расследовать схему с участием известного землевладельца.

## Рецензии
По мнению обозревателя газеты The New York Times, «Внутренний порок» — это «облегченный Пинчон» (Pynchon Lite): «византийская сложность» его предыдущих романов «V.» и «Радуга земного тяготения», на страницах которых сталкивались «дионисийский хаос и аполлоническое благоразумие, анархическая свобода и машинерия власти», свелась «к мультяшному противостоянию обаятельного любителя травки с бесчестной правоохранительной системой». Пинчон продвигал книгу с помощью видеотрейлера, выпущенного до выхода книги в твердом переплете.